# 山田拓朗
山田 拓朗（やまだ たくろう、1991年4月12日 - ）は、日本の元競泳選手である。NTTドコモ所属。2016年リオデジャネイロパラリンピック日本代表・銅メダリスト。既婚。

## 来歴
兵庫県三田市出身、東京都在住。兵庫県立北摂三田高等学校、筑波大学卒業。
生まれつき左肘から先がない「先天性左前腕欠損」で、3歳で水泳を始めた。13歳で2004年アテネパラリンピックに出場。そして2016年リオデジャネイロパラリンピックに100ｍ自由形、50ｍ自由形で出場し、男子50m自由形 S9クラスで銅メダルを獲得。
2021年東京パラリンピックまで5大会連続出場を続けていたが、肩や腰の痛みが消えず、引退を決意。2023年9月18日のジャパンパラ大会（横浜国際プール）がラストレースになった。

## クラス分け
| 泳法         | クラス |
| ------------ | ------ |
| 自由形       | S9     |
| 背泳ぎ       | S9     |
| バタフライ   | S9     |
| 平泳ぎ       | SB8    |
| 個人メドレー | SM9    |